# Kerið
Le Kerið est un petit cratère volcanique d'Islande dont le fond est occupé par un lac

## Géographie
Il est situé dans le sud-ouest de l'Islande, a proximité de la route reliant Selfoss au Cercle d'or, au milieu d'un paysage agricole. C'est l'un des nombreux lacs de cratère dans cette région, formés lors de mouvement de terrain, mais il est celui dont le rebord parfaitement visible est demeuré le mieux préservé. 
Le rebord du cratère, comme les autres roches volcaniques des environs, est composé de roches volcaniques rouges plutôt que noires. Le cratère fait environ 55 mètres de profondeur, 170 mètres de largeur et 270 mètres de longueur.
Alors que le cratère a plutôt des parois abruptes avec une végétation clairsemée, une paroi connaît une pente douce et recouverte de mousse épaisse, permettant un accès nettement plus facile. Le lac est en lui-même moyennement profond (7 à 10 mètres, en fonction de la pluviométrie et autres facteurs), mais à cause de la teneur du sol en minéraux, ses eaux étonnent par une couleur aigue-marine profonde et intense.

## Histoire
Son âge est estimé à 3 000 ans, c’est-à-dire seulement la moitié de celui de toutes les autres formations volcaniques aux alentours.
Les Vikings l'ont probablement découvert peu de temps après leur colonisation de l'île vers l'an mille.
Situé sur un terrain privé, son accès a longtemps été libre mais il est désormais soumis à un droit d'entrée de quelques centaines de couronnes, soit quelques euros.

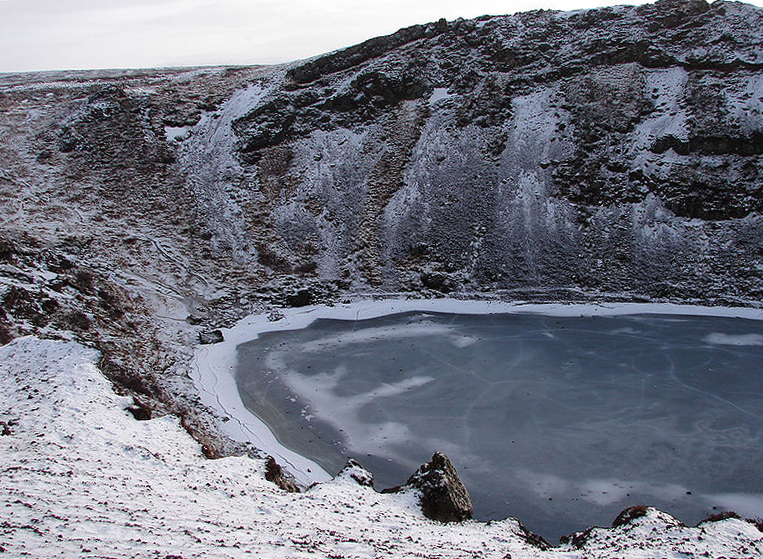
Vue du Kerið l'hiver.